# Myxexoristops abietis
Myxexoristops abietis là một loài ruồi trong họ Tachinidae.